# 김운성
김운성은 대한민국의 조각가이다. 배우자인 김서경과 함께 평화의 소녀상을 만든 것으로 잘 알려져 있다.

## 생애
강원도 토박이이며, 춘천시 성수고등학교를 나와 재수를 하고 중앙대학교 예술대학 조소과에 입학하였다. 중앙대에서는 조소과 학회장과 예술대 학생회장을 지냈다. 1989년 8월 15일 의문사한 이내창 열사가 김운성 조각가보다 두 살 많은 조소과 후배로 알려져 있다. 배우자인 김서경은 중앙대학교 조소과의 동기였다.
2011년 우연히 일본 대사관 앞에서 위안부 피해자들의 수요집회를 본 김운성 조각가는 한국정신대문제대책협의회(정대협)에 문의하여 2011년 11월 14일, 제1000회 수요집회가 열리던 날 평화의 소녀상을 공개하였다. 2011년 봄부터 11월까지 약 9개월에 걸쳐 정대협과 김운성, 김서경 조각가 부부가 의논하여 제작하였다.